# Jacques Tilly

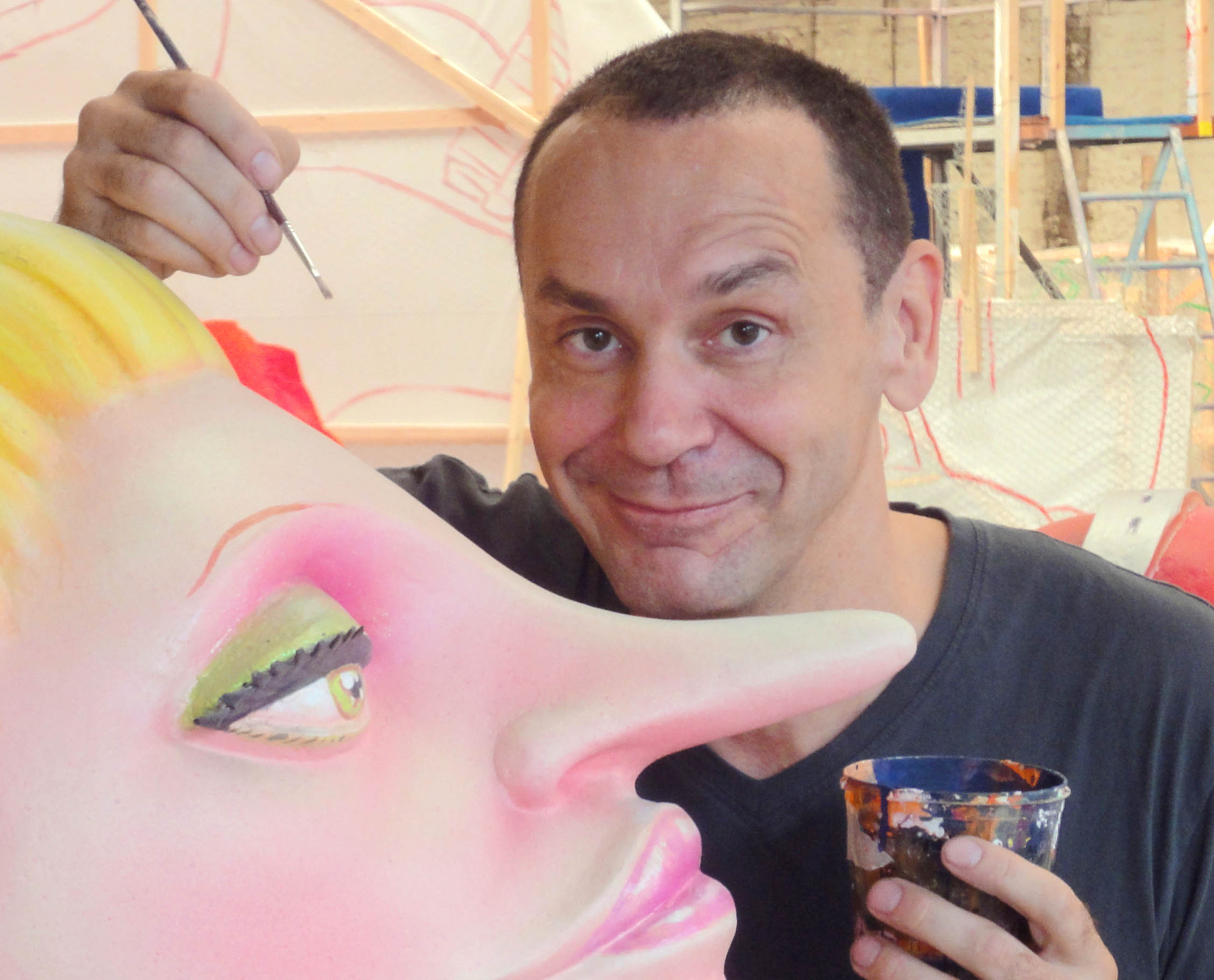
Jacques Tilly (2010)

Jacques Tilly (* 27. Juni 1963 in Düsseldorf) ist ein deutscher Bildhauer und Kommunikationsdesigner sowie Karnevalswagenbauer.

## Herkunft und Studium
Jacques Tilly besuchte von 1973 bis 1982 das Comenius-Gymnasium Düsseldorf. Seit 1984 entwirft und baut er politisch-satirische Wagen für den Düsseldorfer Rosenmontagszug. Von 1985 bis 1994 studierte er an der Universität Essen Kommunikationsdesign.
Er ist Mitglied des Beirats der evolutionär-humanistischen Giordano-Bruno-Stiftung. Jacques Tilly lebt mit seiner Frau, der Filmemacherin Ricarda Hinz, in Düsseldorf-Oberkassel. Sie haben zwei gemeinsame Söhne.

## Künstlerisches Schaffen

### Karnevalswagen
Die Karnevalswagen aus der Werkstatt von Jacques Tilly zeichnen sich durch eine besonders bissig-satirische Art aus, die vor allem aktuelle gesellschaftspolitische Entwicklungen thematisiert. Diese Karnevalswagen haben dem Düsseldorfer Rosenmontagszug eine verstärkte bundesweite und internationale Aufmerksamkeit verschafft. Viele seiner Wagen und Entwürfe haben lautstarke Proteste hervorgerufen. Folgend einige umstrittenen Motivwagen:
- 1994 ein nackter Kanzler Kohl: Nachdem ein Bonner CDU-Anwalt mit einstweiliger Verfügung gedroht hatte, musste eine Figur umgebaut werden, die den damaligen Bundeskanzler Helmut Kohl als nackten Urwaldindianer darstellte.
- 1996 Kruzifixwagen: Eine bundesweite Protestwelle stoppte den Weiterbau eines politischen Wagens, der die Reaktion bayerischer Politiker auf ein Bundesverfassungsgerichtsurteil aufs Korn nahm.[6]
- 1997 Busenkrieg: Als auf einem Wagen das vom Kölner Dachverband der Karnevalisten ausgesprochene „Busenverbot“ im Karneval verspottet wurde, kam es zum „Busenkrieg“ zwischen Köln und Düsseldorf.
- 2000 Stichwahl: Ein Wagen, der die in einer Stichwahl unterlegene Düsseldorfer SPD-Oberbürgermeisterin Marlies Smeets ins Bild setzte, konnte nach Protesten nicht realisiert werden. Seit diesem Vorfall hält Tilly unter Inanspruchnahme der Narrenfreiheit alle politischen Wagen Düsseldorfs bis zum Rosenmontagszug geheim,[7] manche werden erst in den letzten Stunden vor dem Zug fertiggestellt.
- 2005 Kardinal Meisner: Ein Wagen, der Kardinal Meisners Haltung zur Abtreibung satirisch als Inquisitor mit einer Frau auf einem Scheiterhaufen darstellte, rief Proteste katholischer Organisationen hervor.[8][9]
- 2007 Selbstmordattentäter: Der Zentralrat der Muslime übte heftige Kritik an einem Wagen, der sich über islamistische Selbstmordattentäter lustig machte.
- 2009 Skinhead Rüttgers: Ein Wagen, auf dem der nordrhein-westfälische Ministerpräsident Jürgen Rüttgers als Skinhead das Cello des Musikers Thomas Beckmann zerstört, kritisierte die Streichung von Geldern für Beckmanns Obdachlosenhilfe. Dies führte direkt zur Rücknahme der Streichung der Obdachlosenhilfe.[10][11]
- 2009 Papst-Wagen: Kardinal Meisner kritisierte den Wagen, auf dem Papst Benedikt dem mit „Antisemitismus“ beschrifteten Teufel in der Gestalt von Richard Williamson die Hand schüttelte: „Es ist mir ein Anliegen, dies nicht unwidersprochen zu lassen. Die Darstellung ist nicht nur falsch, sie ist auch verletzend.“[12]
- 2015 Charlie-Hebdo-Wagen: Die Düsseldorfer Karnevalisten ließen, im Gegensatz zu vorsichtigeren anderen Städten, gleich vier Wagen von Jacques Tilly zum islamistischen Terror fahren, um die Narrenfreiheit zu verteidigen. So wurde über den Rosenmontagszug auch in den Fernsehnachrichten von ARD und ZDF besonders als politisches Ereignis und nicht nur als Brauchtum berichtet.[13][14]
- 2016 Jarosław-Kaczyński-Wagen, auf dem dieser, in Militäruniform, den Fuß auf den Kopf einer vor ihm niederknienden Polin stellte. Neben ihm stand dabei ein Radio mit der Beschriftung Radio Maryja.[15]
- 2022 war neben der Covid-Pandemie auch vom Überfall auf die Ukraine gekennzeichnet. Tilly karikierte den Vorgang mit der Darstellung von Wladimir Putin, der die Umrisse des Staates verspeist und der an ihn gerichteten Aufforderung Erstick dran! Da der Düsseldorfer Karneval aufgrund der genannten Ereignisse erst im Sommer stattfinden sollte, wurde sein Wagen im März zum Brandenburger Tor in Sichtweite der Russischen Botschaft Berlin gefahren.[16]
- 2023 entstand ein Wagen, auf dem ein als Indianer verkleideter Karnevalist und ein Ureinwohner Amerikas sowie ein bunter Vogel zu sehen waren. Der Vogel zeigte auf den Indianer und dieser auf den biertrinkenden Weißen mit Indianerfederschmuck. Auf beiden Sprechblasen stand: „Das ist kulturelle Aneignung!“.[17]
- 2023: Der Klammer-Woelki wurde im Folgejahr als Exponat in das Haus der Geschichte der Bundesrepublik Deutschland aufgenommen.[18]

Neben den politischen Wagen bauen Tilly und sein Team jährlich dutzende Prunk- und Werbewagen für Städte wie Düsseldorf, Aachen, Krefeld, Hilden und Ratingen. Außerdem entstehen in seiner Werkstatt karnevalistische Bühnendekorationen, so für die Fernsehsitzung des Düsseldorfer Karnevals.

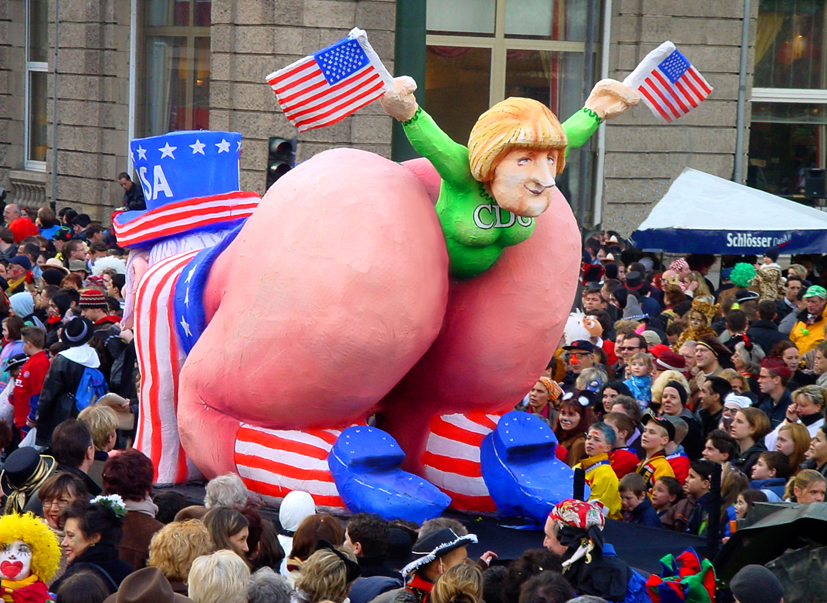
Merkel in Amerika (2003)
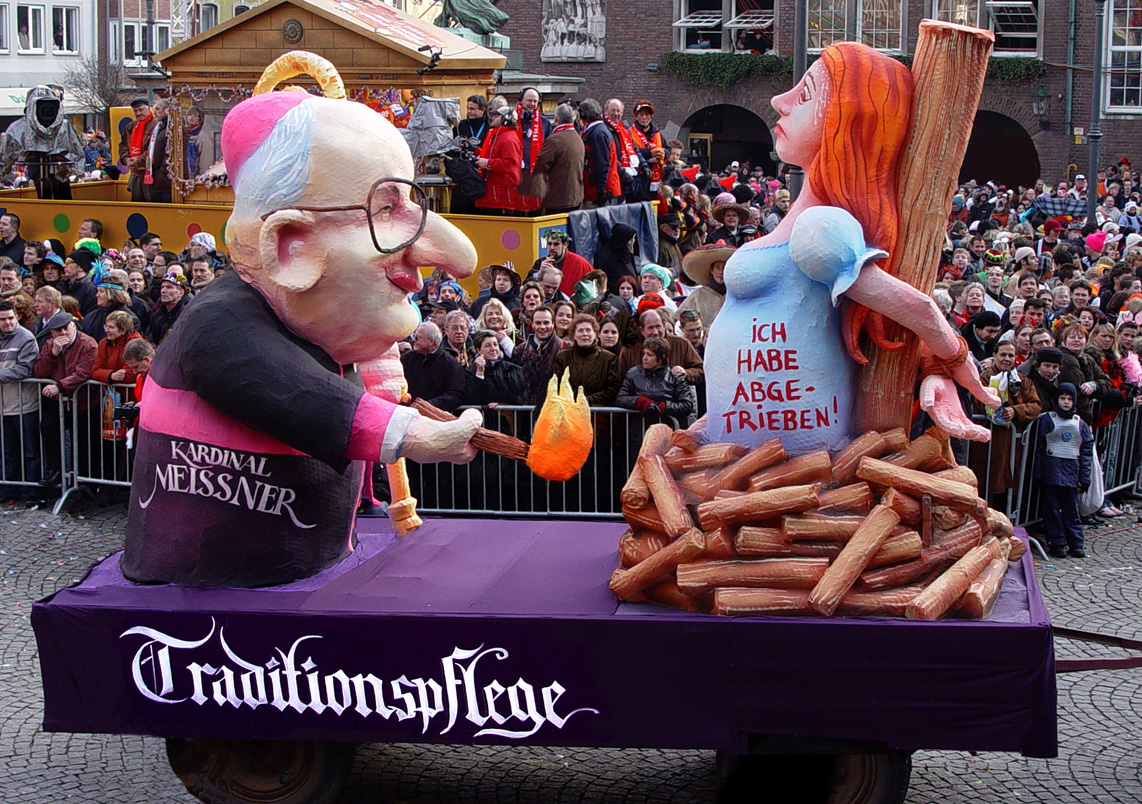
Kardinal Meisner pflegt die Tradition (2005)
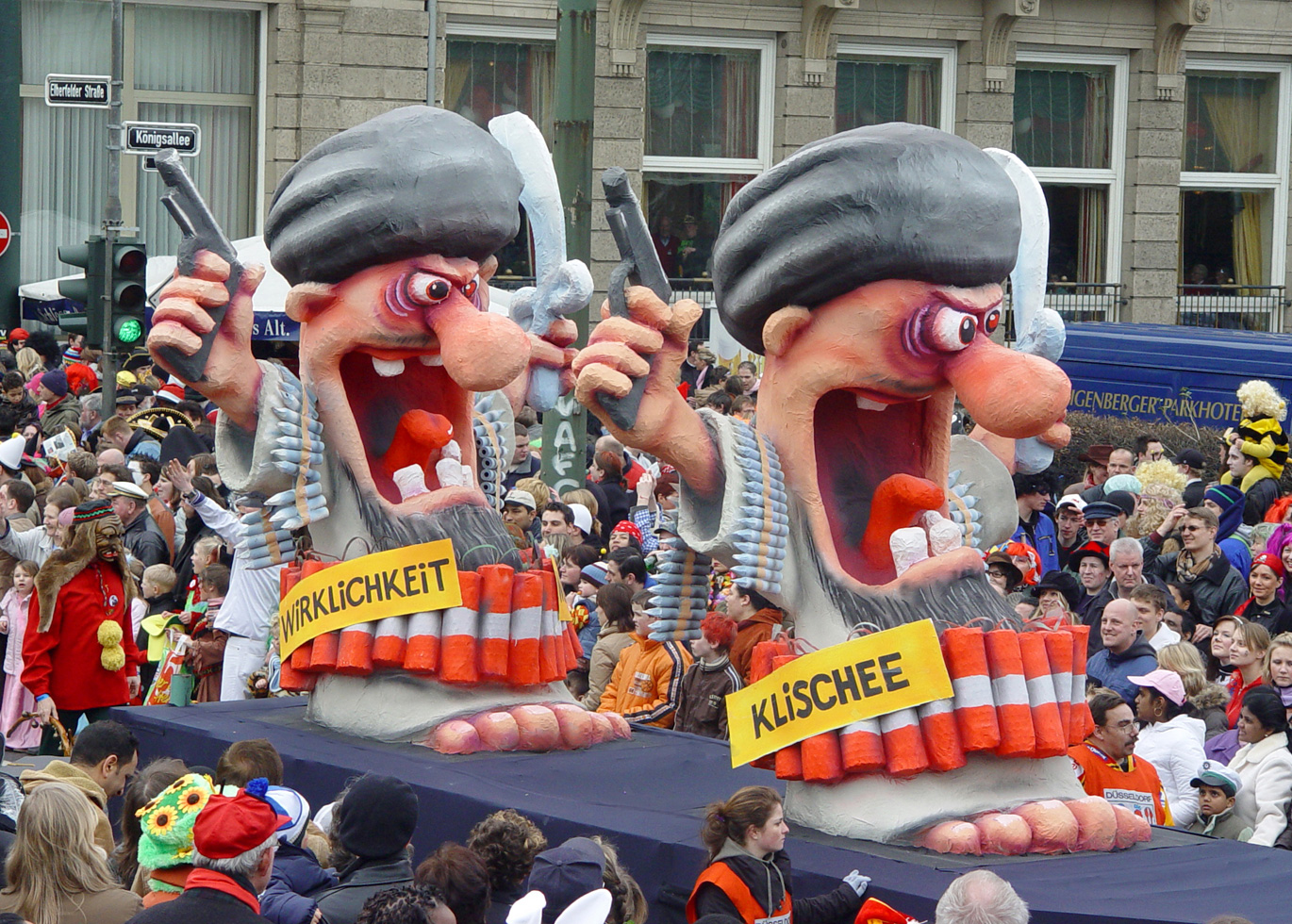
Selbstmordattentäter (2007)
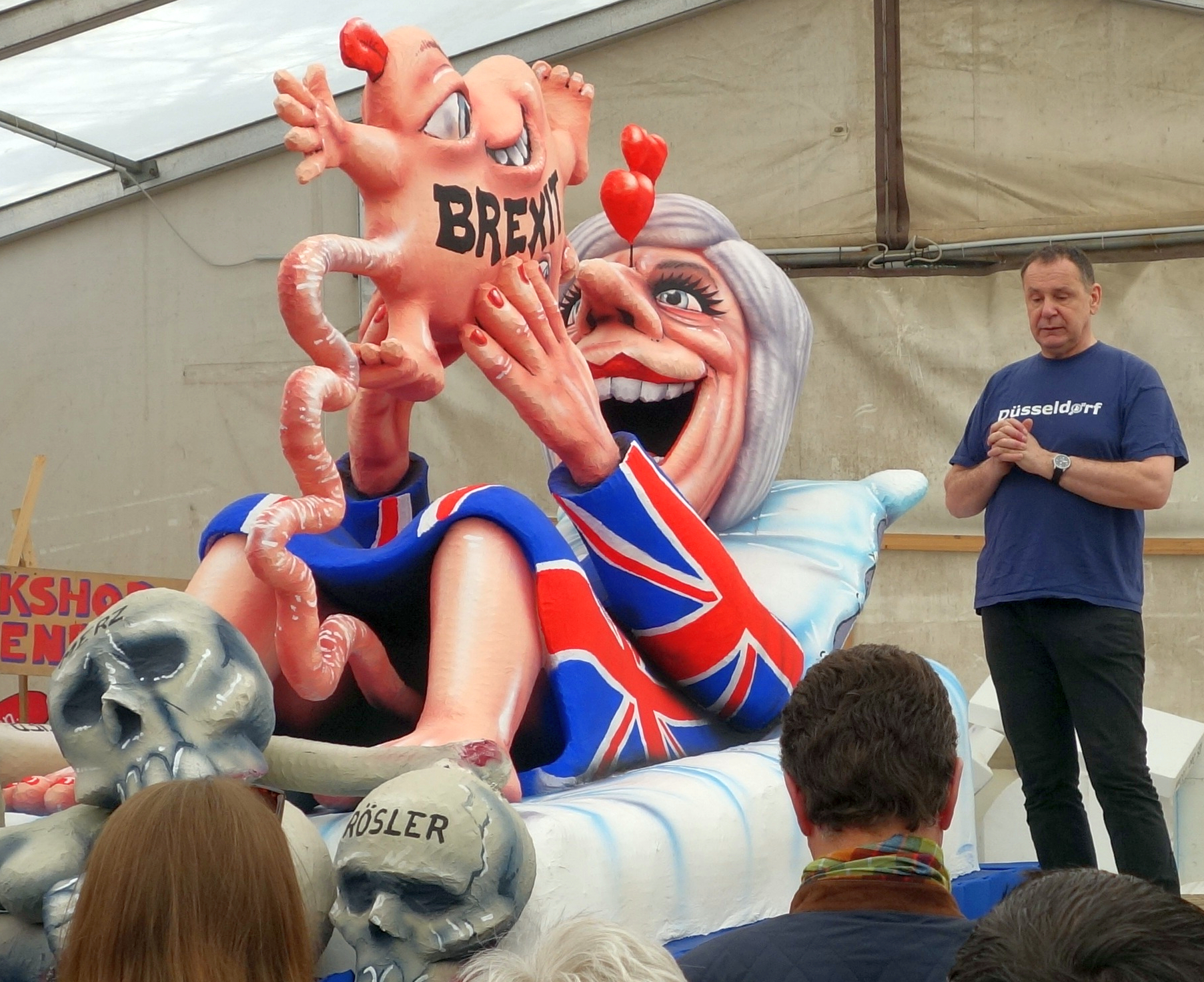
„Brexit“ und Jacques Tilly (2018)

### Großplastiken
Tilly gibt Kurse, in denen der Karnevalswagenkünstler die Anfertigung von Großplastiken schult.
Sein Team übernimmt in der karnevalsfreien Zeit auch Auftragsarbeiten. Mit den Großplastiken, wie zum Weltjugendtag Köln 2005, zum G20-Gipfel in Hamburg 2017 oder zum Brexit, beziehen der Künstler und sein Team immer wieder Stellung zu politischen und weltanschaulichen Fragen.

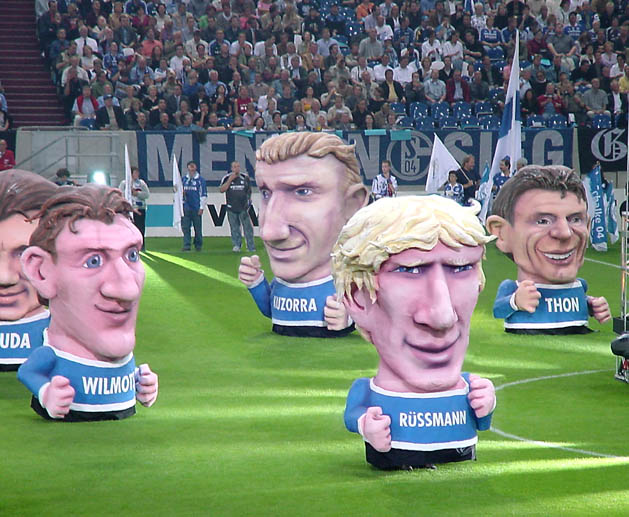
Schalke-Köpfe (2001)
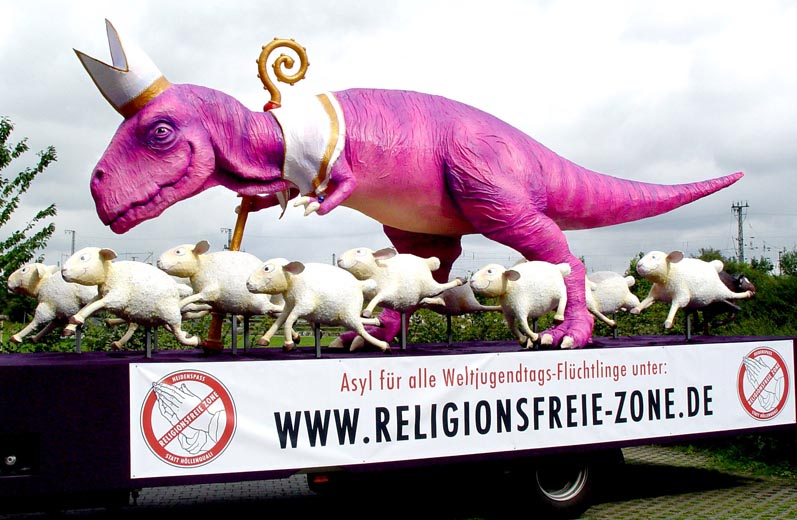
Papst-Saurier (2005)
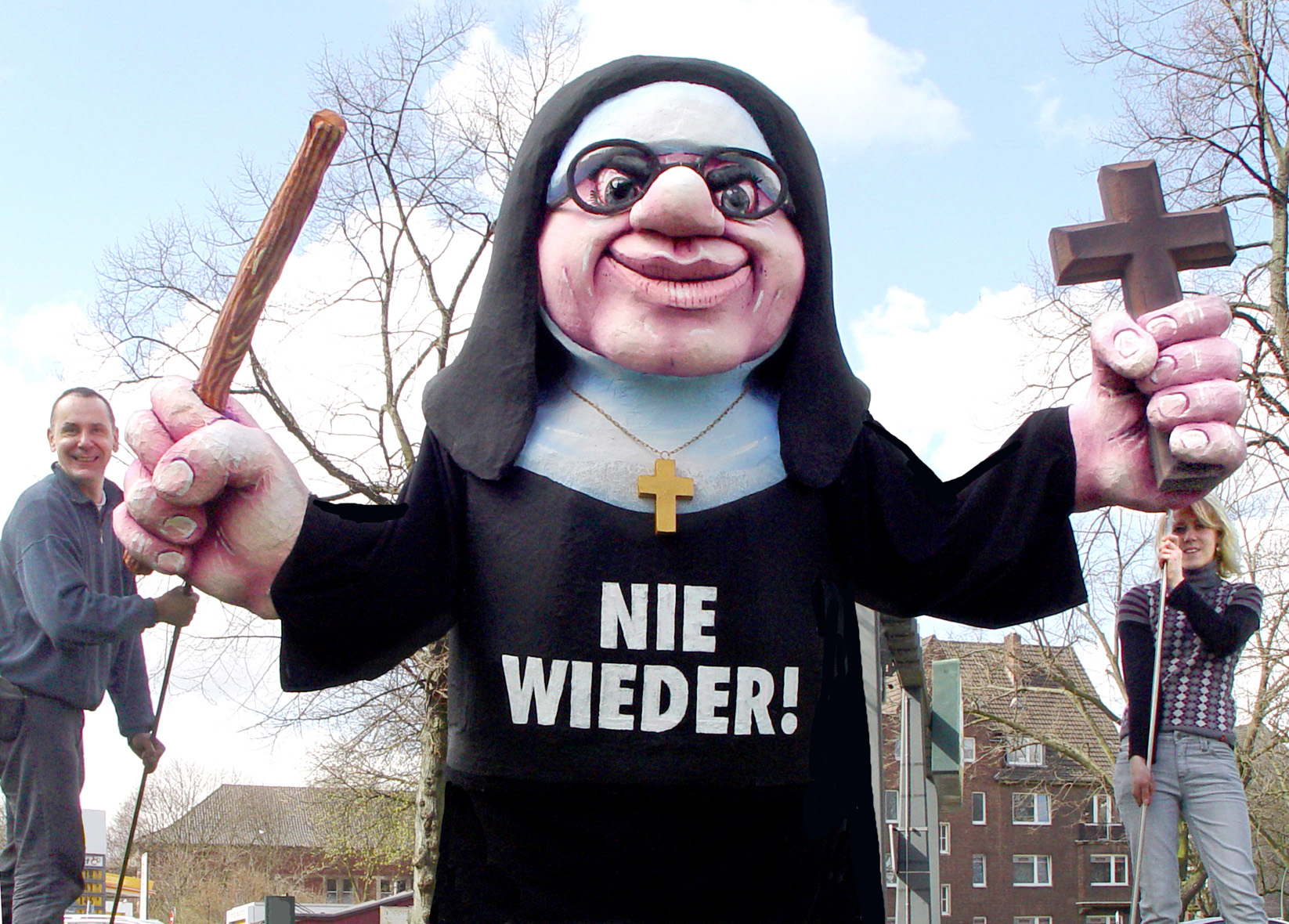
Prügelnonne (2010)
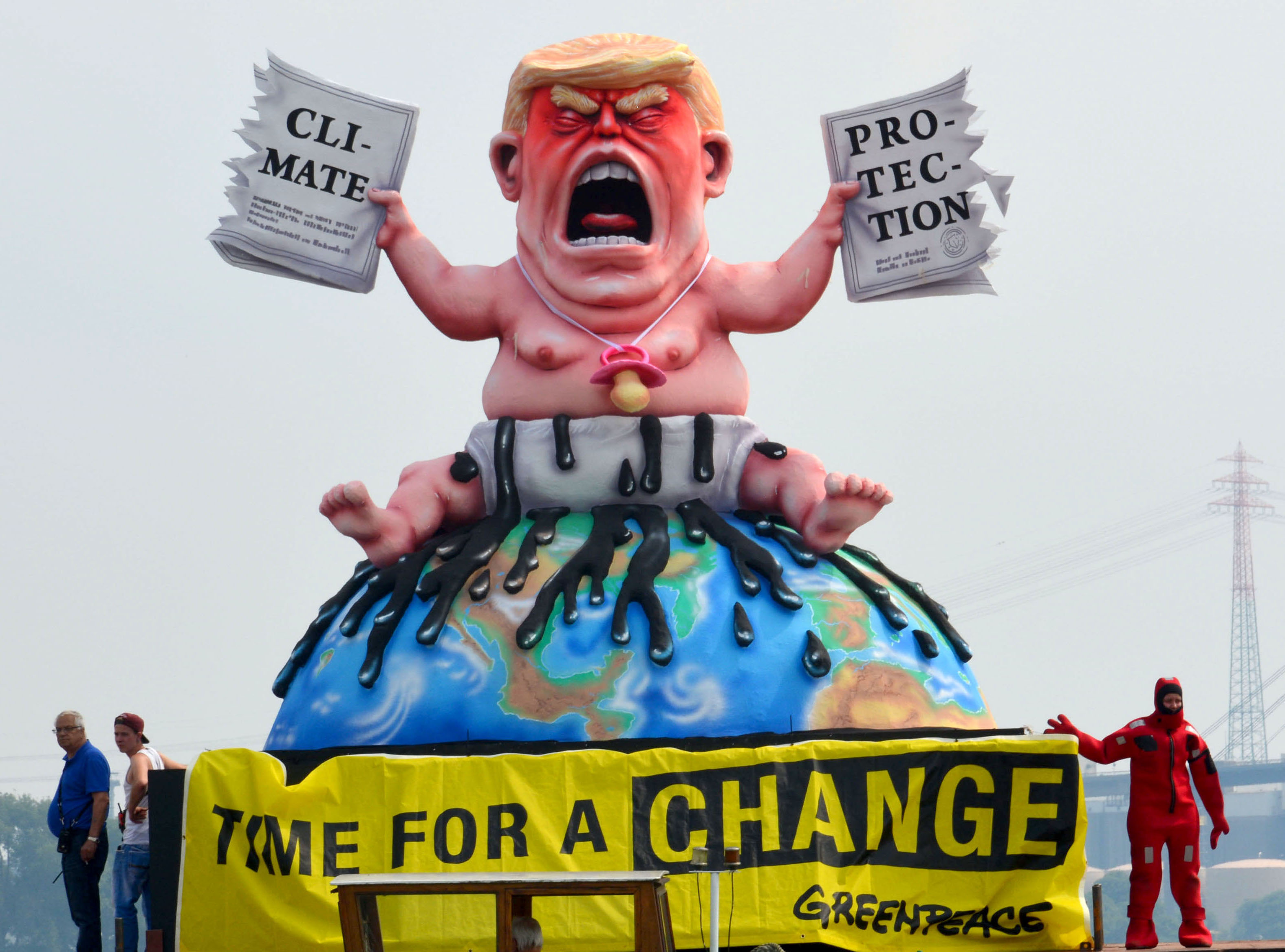
Donald Trump als Baby (2017)
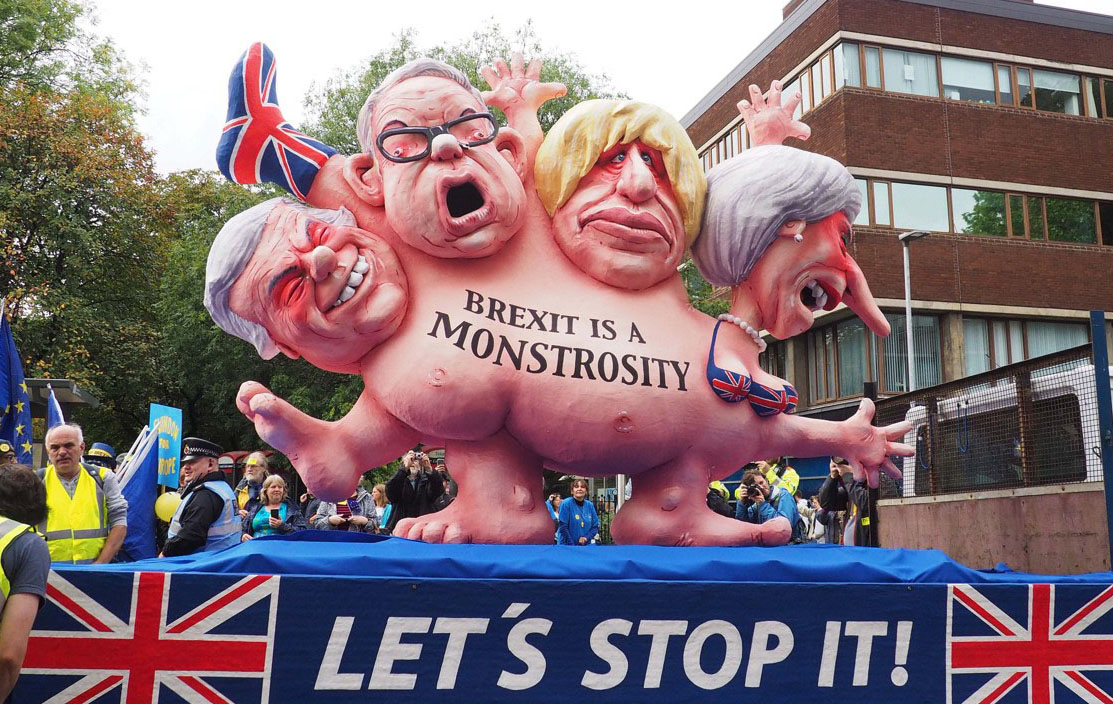
Anti-Brexit-Protestwagen, Manchester (2017)
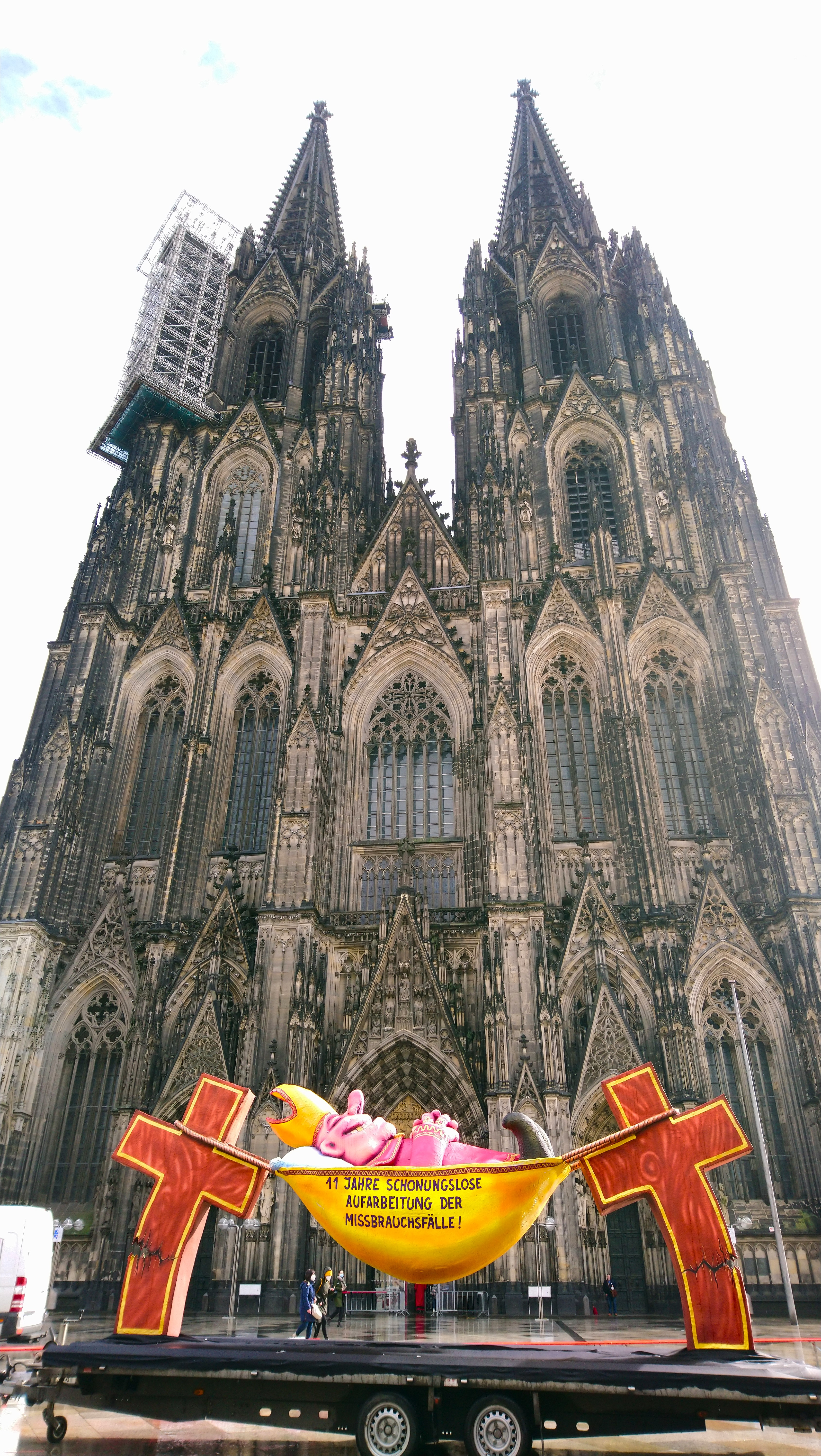
Hängemattenbischof (2019)
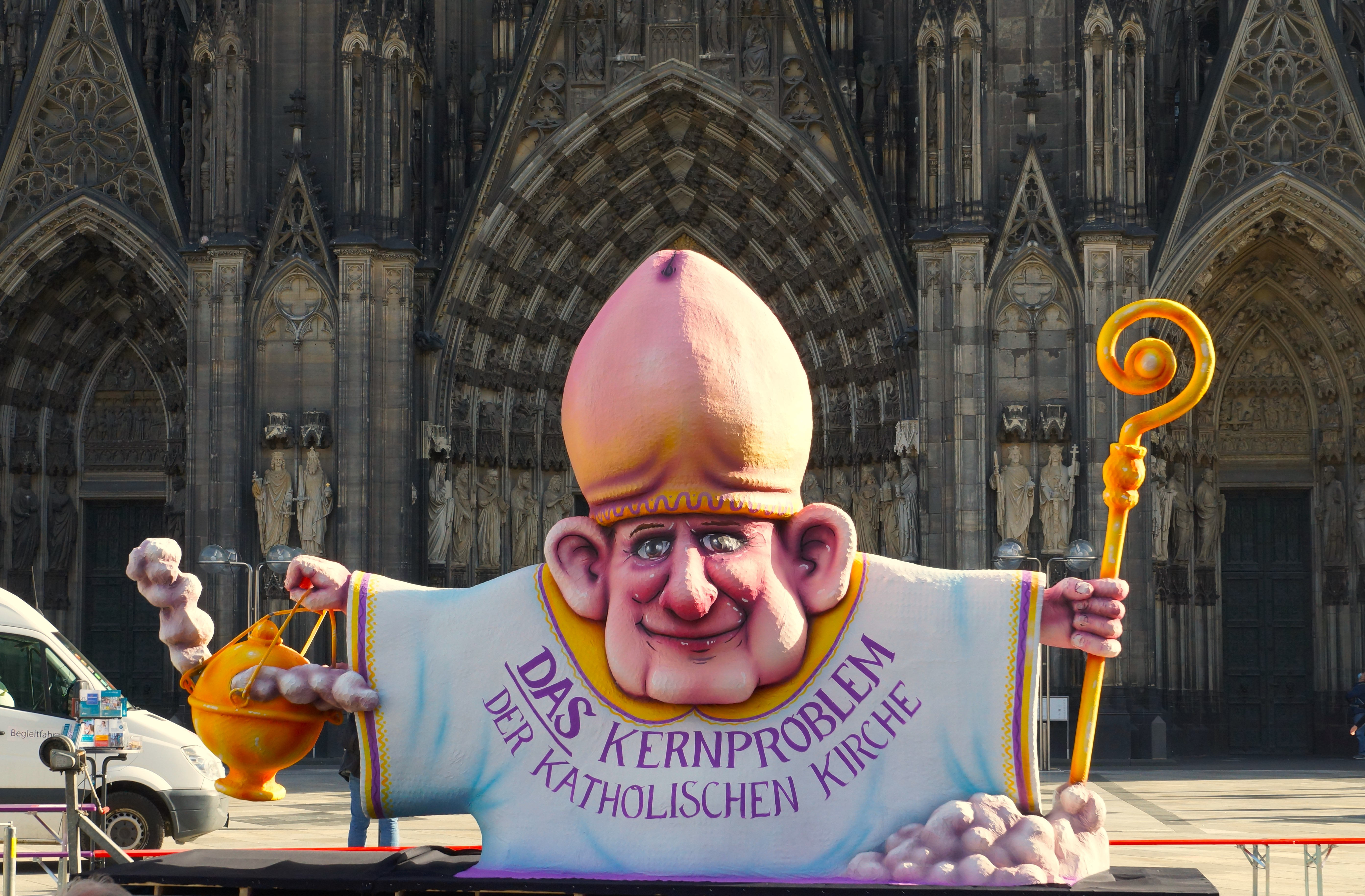
Eichelbischof auf der Domplatte in Köln anlässlich der Frühjahrskonferenz der Deutschen Bischofskonferenz (2021)
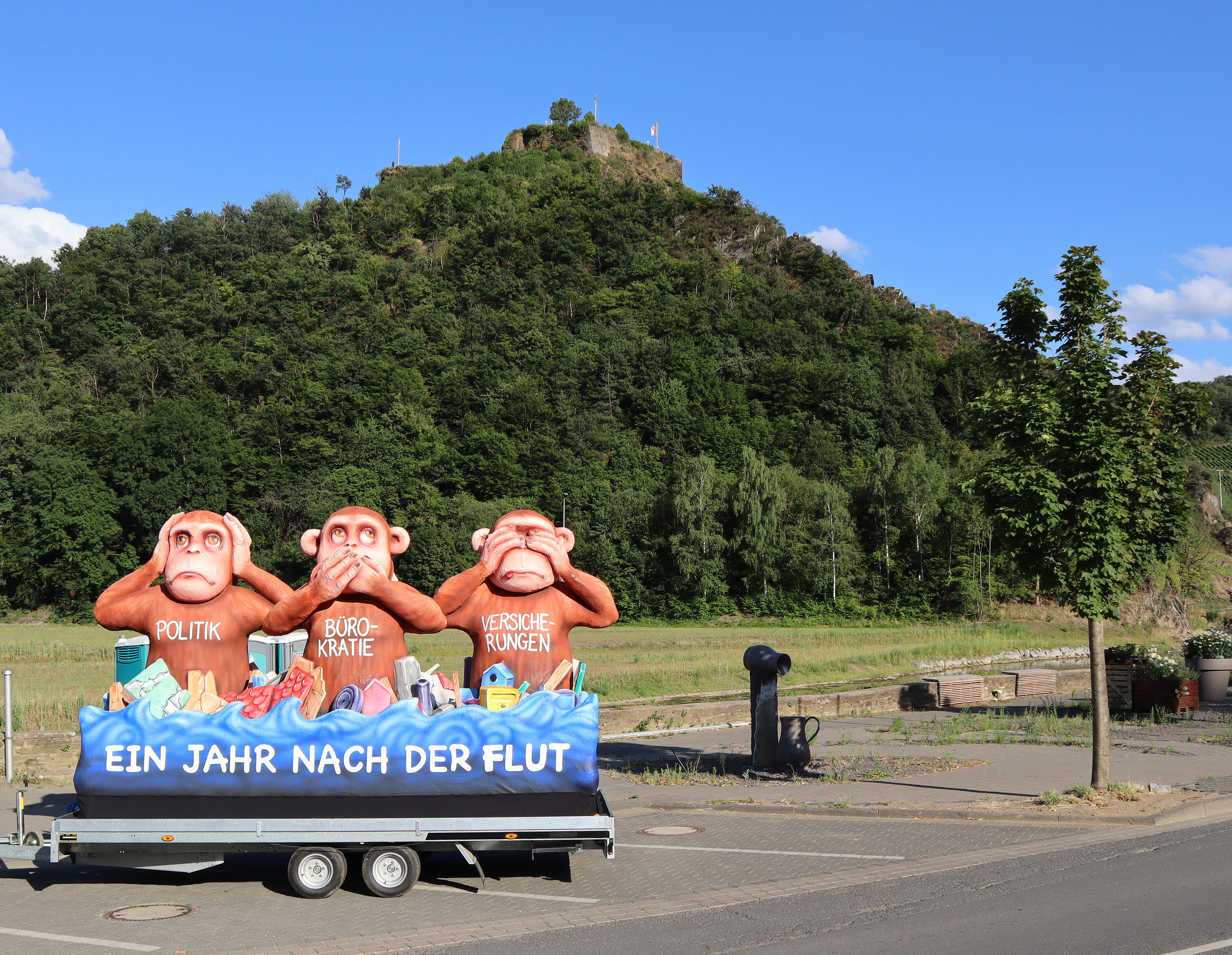
Drei Affen anlässlich des Jahrestags der Flutkatastrophe im Ahrtal, gesehen in Mayschoß (2022)
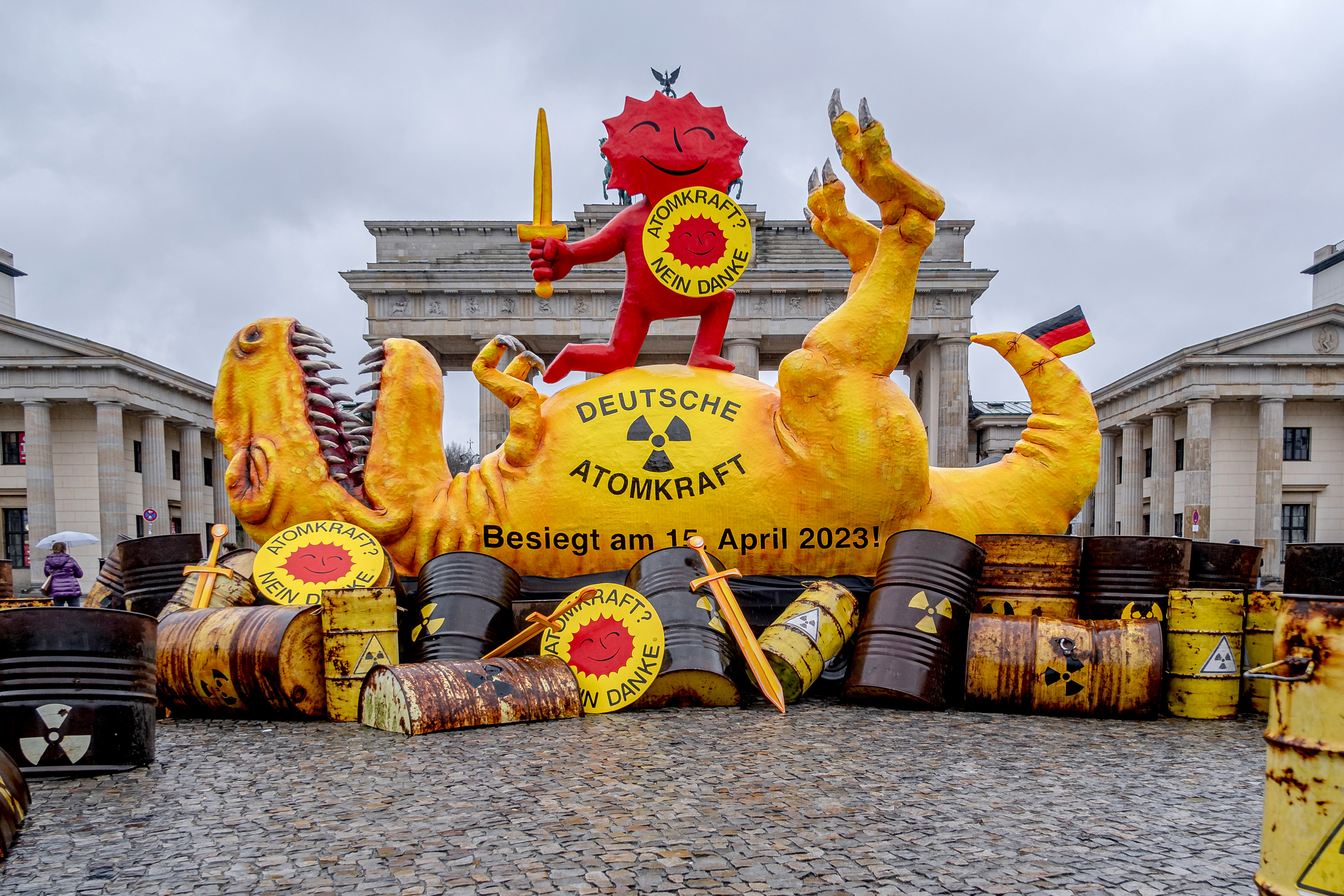
Besiegter Atomkraft-Saurier vor dem Brandenburger Tor (2023)

- Anlässlich der Schließung der Galeria-Karstadt-Kaufhof-Filiale in der Straße Am Wehrhahn installierte Tilly für eine ver.di-Protestveranstaltung eine drei Meter hohe Plastik von René Benko. Mitarbeiter schlugen darauf ein, bis die Skulptur auseinanderfiel.[20]
- 2022 entstand ein Wagen, mit dem nach der Flutkatastrophe im Ahrtal für die Unterstützung der Opfer geworben wurde. Drei Affen symbolisierten die Untätigkeit von Politik, Bürokratie und Versicherungen.[21]
- Anlässlich des deutschen Ausstiegs aus der Atomkraft am 15. April 2023 steuerte das Tilly-Team eine Saurier-Figur zu einer Greenpeace-Feier am Brandenburger Tor bei.[22]

## Filme
- 2015: Die große Narrenfreiheit. Ein Dokumentarfilm über Jacques Tilly und den Düsseldorfer Karneval[23][24]
- 2016: Jacques Tilly - Enfant terrible des Karnevals. Dokumentarfilm von Christoph Simon und Holger Möllenberg[25]

## Publikationen
- Satire, Kunst und Karneval. Droste Verlag, Düsseldorf 2015, ISBN 978-3-7700-1565-8.
- mit einem Vorwort von Jürgen Becker: Despoten. Demagogen. Diktatoren. Alibri Verlag, Aschaffenburg 2018, ISBN 978-3-86569-299-3.
- Mehr Wagen. Das Werkstattbuch. Alibri Verlag, Aschaffenburg 2020, ISBN 978-3-86569-313-6.

## Auszeichnungen
- 2008: Verleihung der Klinzingplakette[26]
- 2013: Verleihung der Leo-Statz-Plakette[27]
- 2013: Verleihung des Düsseldorfer des Jahres in der Rubrik Kultur[28]
- 2016: Verleihung des Jan-Wellem-Rings der Stadt Düsseldorf[29]
- 2017: Menschenrechtspreis von Amnesty International[30]
- 2019: Preis für Zivilcourage durch den Heinrich-Heine-Kreis[31][32]
- 2019: Preis für bildende Künstler durch die Düsseldorfer Jonges[33][34]
- 2020: Verleihung des Rheinlandtalers durch den Landschaftsverband Rheinland[35][36]
- 2024: Verdienstorden des Landes Nordrhein-Westfalen[37]
- 2025 wurde Tilly eine Ausstellung im Stadtmuseum Landeshauptstadt Düsseldorf gewidmet.[38]